# Awdiej
Awdiej (ros. Авдей) – wieś w Rosji, w Kraju Zabajkalskim, w rejonie czytyńskim. W 2010 liczyła 179 mieszkańców.